# Dermatologie
La dermatologie est une spécialité de médecine qui s'occupe de la peau, des muqueuses et des phanères (ongles, cheveux, poils),. Elle est associée à la vénérologie (vénéréologie), c’est-à-dire l'étude des maladies vénériennes ou infections sexuellement transmissibles (IST). Le médecin spécialisé pratiquant la dermatologie s'appelle le dermatologue ou le dermatologiste.
La peau se compose de plusieurs couches superposées (de la plus profonde à la plus superficielle) incluant l'hypoderme, le derme (dermes réticulaire, profond et papillaire), la membrane basale et l'épiderme (Stratum germinativum, spinosum, granulosum, lucidum et corneum).

## Étymologie
Le mot est originaire des mots dermologie (en français, 1764) et, un petit peu plus tard, du mot, dermatologia (en latin, 1777). 
Le terme dérive du grec δέρματος / dérmatos, génitif de δέρμα / dérma, « peau » (de δέρω / dérô, « écorcher, dépouiller, peler ») + -logie, « étude de », un suffixe dérivé de λόγος / lógos, parmi d'autres signifiant « parole, citation, raison… ».

## Histoire
Des altérations visibles de la surface cutanée ont été perçues depuis l'aube de l'histoire, dont certaines ont été traitées et d'autres non. En 1801, la première grande école de dermatologie est fondée à l'Hôpital Saint-Louis à Paris, tandis que les premiers agendas (Willan, 1798–1808) et atlas (Jean-Louis Marc Alibert, 1806–1814) apparaissent durant la même période. Depuis 1952, grâce aux travaux du docteur Norman Orentreich[réf. nécessaire], la transplantation capillaire, une application de dermatologie, est pratiquée.

### Dermatologues français célèbres
- Jean-Louis Alibert (1768-1837), considéré comme le fondateur de la dermatologie en France;
- Camille-Melchior Gibert (1797-1866), connu pour avoir décrit la maladie de Gibert;
- Charles-Paul Diday (1813-1894), connu pour ses travaux sur le chancre mou;
- Henri-Alexandre Danlos (1844-1912), qui décrit avec le dermatologue danois Edvard Ehlers, la maladie du tissu conjonctif à laquelle ils donneront leur nom : le syndrome d'Ehlers-Danlos;
- Louis Brocq (1856-1928), l'un des précurseurs de l'école moderne de dermatologie en France;
- Ferdinand-Jean Darier (1856-1938), qui laissa notamment son nom à un phénomène sémiologique retrouvé en cas de mastocytose : le signe de Darier;
- Édouard Jeanselme (1858-1935), a travaillé sur la syphilis et la lèpre;
- Lucien Jacquet (1860-1914), connu pour ses recherches sur le prurit, la pelade et la syphilis;
- Raymond Sabouraud (1864-1938), spécialisé en myco-dermatologie;
- Maurice Favre (1876-1954), qui a décrit le lymphogranulome vénérien en collaboration avec Joseph Nicolas;
- Albert Sézary (1880-1955), connu pour avoir décrit le lymphome cutané éponyme;
- Henri Gougerot (1881-1955), médecin en chef de l'hôpital Saint-Louis;
- Arnault Tzanck (1886-1954), inventeur de la technique de cytodiagnostic portant son nom;
- Robert Degos (1904-1987), qui publia un classique de l'enseignement de sa spécialité, qui fut la « bible » de tous les dermatologistes français pendant plusieurs décennies;
- Robert Aron-Brunetière (1915-1994), qui a joué un rôle considérable dans les avancées en matière de lutte contre l'acné;
- René Touraine (1928-1988), pionnier de la recherche clinique dermatologique en France;
- Jean-Paul Escande (1939-), l'un des premiers médecins en France à être confronté à un cas de SIDA à travers ses manifestations cutanées;
- Louis Dubertret (1943-), ancien chef de service de l'hôpital Saint-Louis qui y a instauré des consultations thématisées par pathologie;
- Laurent Misery (1963-), popularise la dermato-psychologie en France.

## Lésions et pathologies

### Symptômes et signes
Les symptômes peuvent inclure le prurit, la douleur et l'hyperhidrose. Les signes physiques incluent : effet de la vitropression, signe de Nikolsky, fluorescence à la lampe de Wood et lignes de Blaschko.
Les explorations dermatologiques incluent les analyses microscopiques telles que les examens directs de squames de la peau à la recherche germes (bactéries, champignons, virus) ou la biopsie cutanée.

### Lésions dermatologiques
| - Atrophies - Bulles - Dyschromies - Érythèmes (et exanthème) - Kératoses - Macules - Nodules - Papules | - Purpuras - Pustules - Squames - Scléroses - Tumeurs - Ulcérations - Végétations ou condylomes - Vésicules |  |

### Pathologies dermatologiques
| - Acanthosis nigricans - Achromie - Acné - Alopécie - Amyloïdose - Angiodermite - Angiome stellaire - Anthrax staphylococcique - Aphtose - Atrophie - Balanite - Behçet (maladie de) - Bowen (maladie de) - Carcinome basocellulaire - Carcinome spinocellulaire - Candidose - Chancre mou - Couperose - Darier (maladie de) - Degos (maladie de) - Dermatite actinique chronique - Dermatite herpétiforme - Dermatite atopique - Dermatophytose - Dermite péri-orale - Dermite séborrhéique - Dermographisme - Dyshidrose - Eczéma - Épidermolyse bulleuse - Érysipèle - Erythema ab igne - Érythème noueux - Érythème pigmenté fixe - Érythème polymorphe - Érythrodermie - Erythrasma - Escarre | - Fiessinger-Leroy-Reiter (syndrome de) - Folliculite - Furoncle - Gale - Gangrène - Granulome annulaire - Herpès - Ichtyose - Impétigo - Intertrigo - Kératose actinique - Kératose pilaire - Leishmaniose - Lèpre - Leucokératose - Lichen plan - Lichen scléroatrophique - Livedo - Lupus érythémateux - Syndrome de Lyell - Mal perforant plantaire - Maladie professionnelle - Mastocytose - Mélanome - Miliaire - Mucinose - Molluscum contagiosum - Myases - Nécrobiose lipoïdique - Œdème de Quincke - Panniculite - Papillonite - Parakératose achromiante - Parapsoriasis en gouttes - Pédiculose corporelle - Pédiculose du cuir chevelu | - Pelade - Pemphigoïde bulleuse - Pemphigus - Périonyxis - Perlèche - Photodermatose - Pityriasis rosé de Gibert - Pityriasis versicolor - Poïkilodermie - Porphyries - Prurigo - Psoriasis - Purpura - rosacée - Sarcoïdose - Scarlatine - Sycosis - Syndrome bouche-main-pied - Syndrome de Stevens-Johnson - Syphilis - Teigne - Toxidermie bulleuse - Trombidiose - Tuberculose - Tungose - Urticaire - Varicelle - Vascularite nécrosante - Verrue - Vitiligo - Vulvovaginite - Xanthome - Xeroderma pigmentosum - Zona |